# Walentin Grigorjewitsch Rasputin

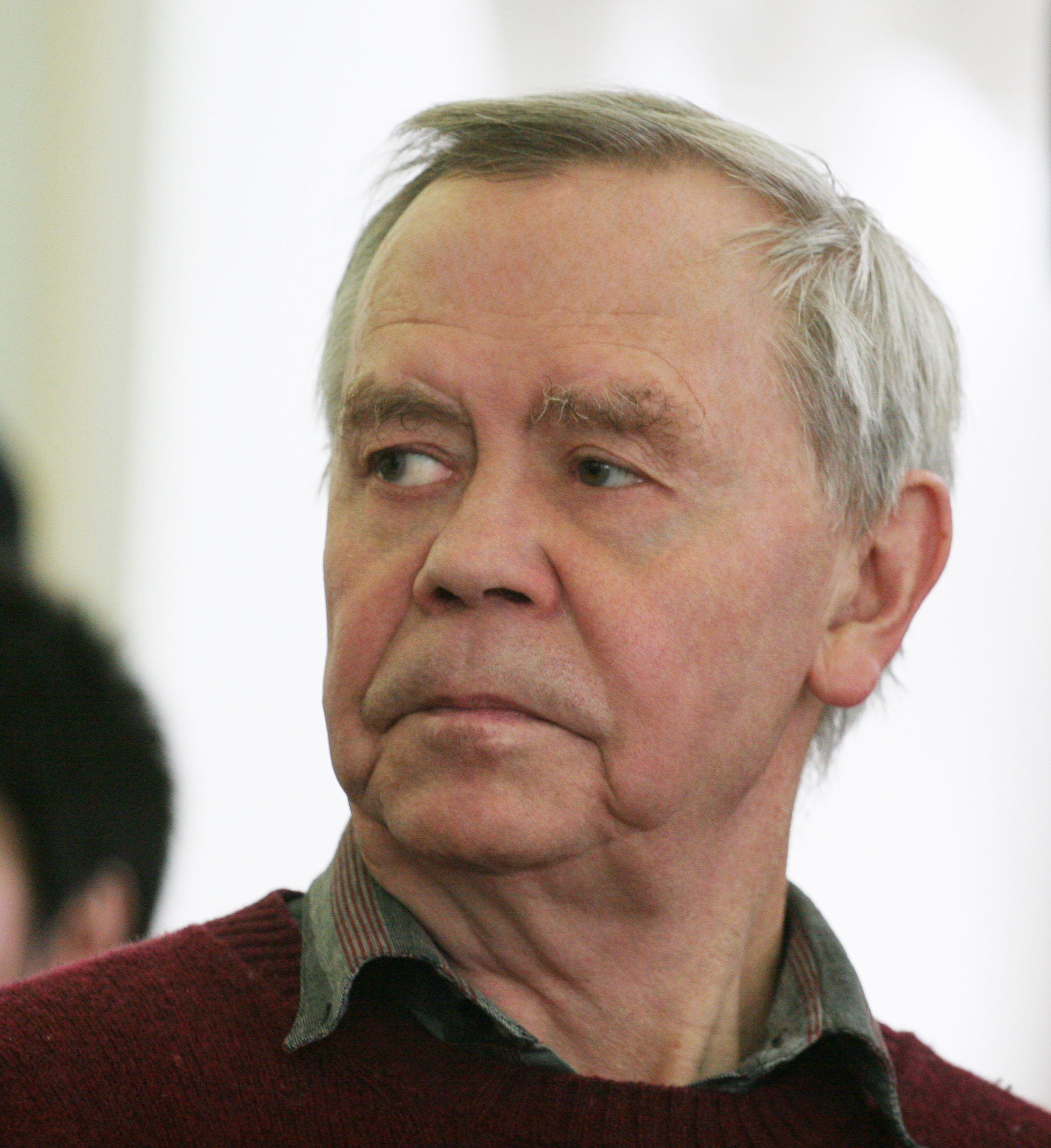
Walentin Rasputin (2011)

Walentin Grigorjewitsch Rasputin (russisch Валенти́н Григо́рьевич Распу́тин; * 15. März 1937 in Atalanka bei Ust-Uda, Oblast Irkutsk; † 14. März 2015 in Moskau) war ein russischer Schriftsteller und Umweltaktivist.

## Leben
Von 1954 bis 1959 studierte er an der historisch-philologischen Fakultät der Universität Irkutsk und war anschließend bei verschiedenen Zeitungen und Jugendzeitschriften tätig. 1961 veröffentlichte er seine erste Erzählung. 1966 gab er seine journalistische Tätigkeit auf und ließ sich als freier Schriftsteller nieder. Er brachte zahlreiche Romane und mehrere Erzählbände heraus.
Rasputin engagierte sich schon in den 1970er Jahren in der Umweltbewegung zum Schutze seiner sibirischen Heimat, wobei er auch marxistische Klassiker und Beschlüsse des ZK der KPdSU zur Argumentation nutzte. Er wurde 1988 mit dem vom Umweltprogramm der Vereinten Nationen (UNEP) gestifteten Global 500 Award ausgezeichnet. 1993 wurde der Asteroid (4537) Valgrirasp nach ihm benannt.
In den 1990er Jahren engagierte er sich in der kommunistisch-nationalistischen Opposition gegen Jelzins Reformen, indem er z. B. das perestroikakritische Manifest Ein Wort an das Volk unterzeichnete und die Front der Nationalen Rettung unterstützte.
Rasputin starb im März 2015, einen Tag vor seinem 78. Geburtstag.

## Werk
Valentin Rasputin galt als einer der wichtigsten russischen Schriftsteller der 1970er Jahre. Er wurde zu der sogenannten Dorfliteratur gezählt, da er als sehr naturverbundener Autor die Grundsatzprobleme an verschiedenen Einzelschicksalen eines Dorfes darstellte.
Mit seinem Roman Abschied von Matjora, der das Versinken seines Heimatdorfes in den Fluten der vom Irkutsker Wasserwerk aufgestauten Angara schildert, erlangte er Weltruhm. In seinen Skizzen über den Baikal erzählt er eine der vielen Legenden über die Entstehung des Sees.
Seit den 1970er Jahren hat sich Valentin Rasputin nicht nur literarisch, sondern auch politisch für die Rettung des Baikalsees engagiert.

## Werke
- Geld für Maria. Novelle 1967. Berlin 1988.
- Die letzte Frist. Roman 1970. Berlin 1977.
- Leb und vergiß nicht. Roman 1974. Berlin 1977.
- Abschied von Matjora. Roman 1976.
  - Goldmann Verlag, München 1989, ISBN 3-442-09253-1;
  - Verlag Volk und Welt, Berlin 1979; Roman 1976.
  - Ex libris (Reihe), Berlin 1985.
- Der Brand. Erzählung. Goldmann, München 1989, ISBN 3-442-09346-5.
- Wassilij und Wassilissa. Erzählung. Reclam, Stuttgart 1991, ISBN 3-15-008241-2 (deutsch/russisch).
- Der Junge, der Fluss und der große Wald. Kinderbuch, illustriert von Waltraut Fischer. (Originaltitel: Zemlja rodiny), Kinderbuchverlag, Berlin 2000, ISBN 3-358-02238-2.